# Lauro António Apresenta
Lauro António Apresenta foi uma rubrica de exibição de cinema que existiu na então 4, onde eram exibidos os mais célebres filmes da história da 7ª Arte, com comentários do cineastas Lauro António, assim como a antevisão dos filme que viriam a ser transmitidos na estação ao longo da semana.

## Filmes Exibidos no Lauro António Apresenta
Os filmes que foram estreados em televisão no "Lauro António Apresenta" foram dos mais variados tipos e os que mais fizeram sucesso na televisão, como demonstra a lista dos seguintes exemplos que apresentamos de filmes que foram estreados, exibidos ou reexibidos na rubrica "Lauro António Apresenta":

### 1994
| Dia de exibição            | Titulo do filme e ano | País de origem | Elenco principal                                                                           | Tempo de exibição    |
| -------------------------- | --------------------- | -------------- | ------------------------------------------------------------------------------------------ | -------------------- |
| 31 de março de 1994        | Barrabás (1961)       | Itália         | Anthony Quinn, Jack Palance, Silvana Mangano, Vittorio Gassman, Ernest Borgnine            | 2 horas e 35 minutos |
| Ciclo Joseph L. Mankiewicz |                       |                |                                                                                            |                      |
| 1 de abril de 1994         | Cleópatra (1963)      | Estados Unidos | Elizabeth Taylor, Richard Burton, Rex Harrison, Roddy McDowall, Martin Landau, Hume Cronyn | 2 horas e 10 minutos |
| 2 de abril de 1994         | Cleópatra (1963)      | Estados Unidos | Elizabeth Taylor, Richard Burton, Rex Harrison, Roddy McDowall, Martin Landau, Hume Cronyn | 1 hora e 55 minutos  |

### 1995
| Dia de exibição       | Titulo do filme e ano        | País de origem | Elenco principal                                         | Tempo de exibição    |
| --------------------- | ---------------------------- | -------------- | -------------------------------------------------------- | -------------------- |
| 14 de janeiro de 1995 | Não O Levarás Contigo (1938) | Estados Unidos | Jean Arthur, Lionel Barrymore, James Stewart, Ann Miller | 2 horas e 15 minutos |
| 13 de maio de 1995    | O Mundo a Seus Pé (1941)     | Estados Unidos | Orson Welles                                             | 2 horas e 5 minutos  |

### 1997
| Dia de exibição         | Titulo do filme e ano | País de origem | Elenco principal                                                                            | Tempo de exibição    |
| ----------------------- | --------------------- | -------------- | ------------------------------------------------------------------------------------------- | -------------------- |
| 22 de fevereiro de 1997 | Molière (1978)        | França         | Philippe Caubére, Joséphine Derenne, Brigitte Catillon, Claude Merlin, Jean-Claude Bourbalt | 3 horas e 45 minutos |

## Ligações Externas
- Televisão Independente
- Comarca de Arganil
- Diário de Notícias Madeira